# Phigalia pedaria
Phigalia pedaria är en fjärilsart som beskrevs av Fabricius 1787. Phigalia pedaria ingår i släktet Phigalia och familjen mätare. Inga underarter finns listade i Catalogue of Life.